# Louise Lyksborg
Louise Knak Lyksborg (født 17. januar 1988 i Hillerød) er en tidligere dansk håndboldspiller, der stoppede karrieren i 2019. Hun har tidligere optrådt for Danmarks håndboldlandshold.

## Klubhold
Hun begyndte at spille håndbold som 7-årig i den lokale klub Hillerød HK, hvorfra hun senere skiftede til GOG og Lyngby HK. I sommeren 2007 skiftede hun til F.C. København Håndbold, hvor hun i 2008 og 2009 var med til at vinde bronze i Damehåndboldligaen.
4. marts 2010 annoncerede Lyksborg at hun fra sommeren 2010 skiftede hun til den tyske klub HC Leipzig på en 2-årig kontrakt. Tyskerne var på dette tidspunkt trænet af danske Heine Jensen. Efter to år i Tyskland, vendte hun hjem til Danmark, hvor hun i marts 2012 skrev kontrakt med Viborg HK gældende fra sommeren 2012. I 2016 skiftede hun til Silkeborg-Voel KFUM hvor hun spillede indtil hun indstillede karrieren i 2019.

## Landshold
Lyksborg fik debut for Danmarks A-landshold den 16. oktober 2007. I  oktober 2012 havde hun spillet 30 kampe og scoret 39 mål for det bedste nationalmandskab.
Som ungdomslandsholdsspiller var hun med til at vinde U-18 EM, U-18 VM og U-20 EM.

## Meritter som håndboldspiller
- EHF Cup Winners' Cup (F.C. København) – 2009
- 3. plads ved DM (F.C. København) – 2010
- U-20 EM vinder (Danmark)
- U-18 VM vinder (Danmark) - 2006
- U-18 EM vinder (Danmark)